# Clastobryella serrifolia
Clastobryella serrifolia là một loài Rêu trong họ Sematophyllaceae. Loài này được (Thér.) Broth. mô tả khoa học đầu tiên năm 1925.